# Rubus extensus
Rubus extensus är en rosväxtart som beskrevs av Karl Fritsch. Rubus extensus ingår i släktet rubusar, och familjen rosväxter. Inga underarter finns listade i Catalogue of Life.